# Erigone tepena
Erigone tepena là một loài nhện trong họ Linyphiidae.
Loài này thuộc chi Erigone. Erigone tepena được Arthur Merton Chickering miêu tả năm 1970.